# Synedoida scrupulosa
Synedoida scrupulosa är en fjärilsart som beskrevs av Edwards 1878. Synedoida scrupulosa ingår i släktet Synedoida och familjen nattflyn. Inga underarter finns listade i Catalogue of Life.